# Grigori Konstantinowitsch Ordschonikidse

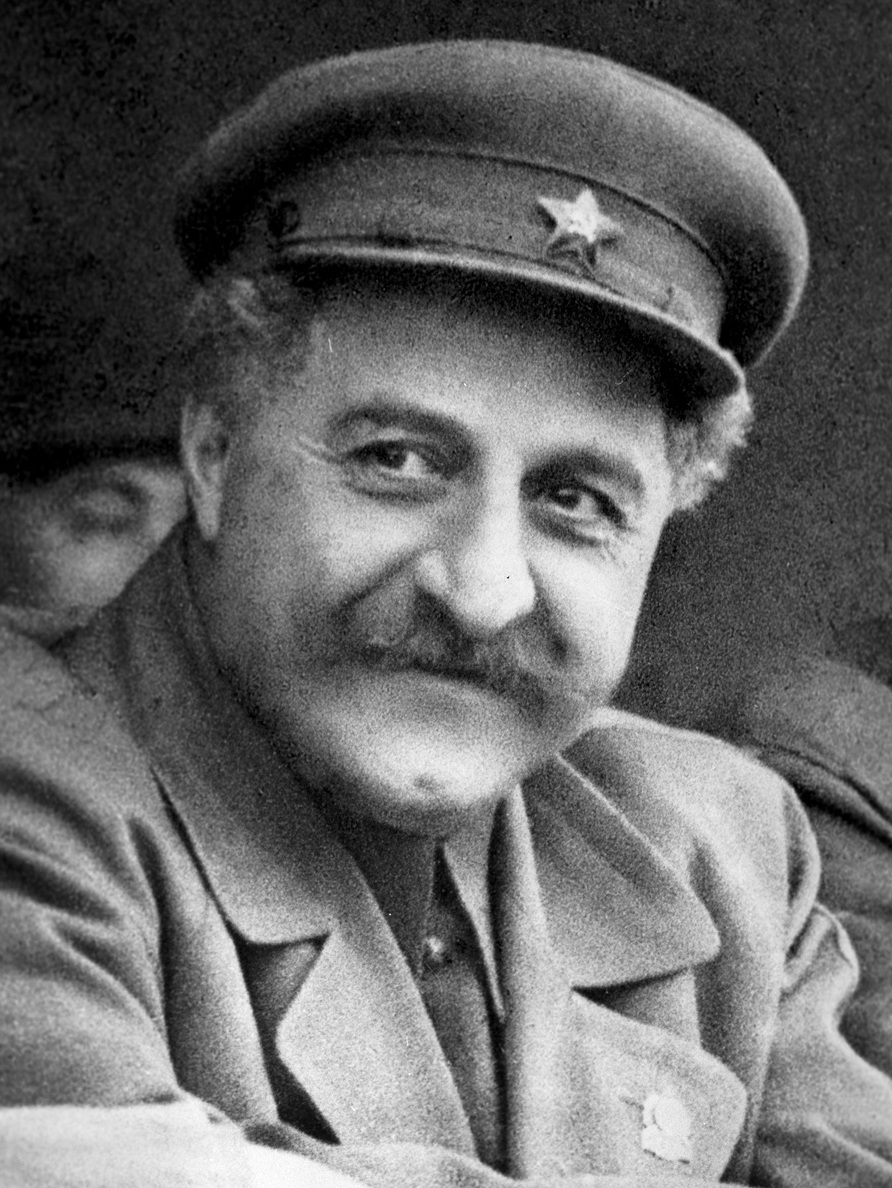
Sergo Ordschonikidse (1937)

Grigori Konstantinowitsch (Sergo) Ordschonikidse (auch: Ordshonikidse; russisch Григорий Константинович (Серго) Орджоникидзе, wiss. Transliteration Grigorij Konstantinovič (Sergo) Ordžonikidze; gebürtig georgisch გრიგოლ (სერგო) ორჯონიკიძე/ Grigol (Sergo) Ordschonikidse; * 12.jul. / 24. Oktober 1886greg. in Gorescha, Gouvernement Kutaissi, Russisches Kaiserreich, heute Georgien; † 18. Februar 1937 in Moskau) war ein sowjetischer Politiker. Der Arzt war ein Verbündeter Stalins, brachte Georgien und Armenien unter sowjetische Kontrolle und trieb die Industrialisierung der Sowjetunion voran.

## Leben

### Ausbildung und Beruf
Er wurde als Sohn eines mittellosen Adeligen im Westen Georgiens geboren. Als Student am medizinischen Michailow-Klinikum in Tiflis kam er in Kontakt mit radikalen politischen Kreisen. 1903 schloss er sich der Sozialdemokratischen Arbeiterpartei Russlands an und unterstützte die Fraktion der Bolschewiki.

### Revolutionär
Nach seinem Studienabschluss 1905 arbeitete er für die Partei in Suchumi, nahm an der Revolution von 1905 teil und wurde wegen Waffenbesitzes verhaftet. Nach seiner Entlassung emigrierte er nach Deutschland. 1907 kehrte er nach Russland zurück und zog nach Baku. Dort arbeitete er mit Stalin und Stepan Schaumjan zusammen. Im Oktober 1907 wurde er wegen seiner Mitgliedschaft in der Sozialdemokratie wiederum verhaftet und nach Sibirien verbannt. 1909 konnte er von dort flüchten und sich nach Paris absetzen, wo er zusammen mit Kamenew an der Leninschen Parteischule in Longjumeau studierte. 1912 wurde er auf der 6. Parteikonferenz in Prag, zu der von Ordschonikidse und Lenin fast nur Bolschewiki eingeladen worden waren, in das Zentralkomitee der russischen Sozialdemokraten gewählt, das bis auf Schwarzmann nur aus Bolschewiki bestand. Der weit größere Teil der russischen Sozialdemokraten traf sich auf Einladung Trotzkis in Wien und wählte eine eigene Führung. Das Zentralkomitee, dem Ordschonikidse angehörte, „Zentralkomitee der russischen Sozialdemokraten“ zu nennen, war ein zwar sachlich unrichtiger, aber geschickter Schachzug Lenins.
Im April 1912 kehrte Ordschonikidse mit Stalin nach Sankt Petersburg zurück. Dort wurde er erneut verhaftet und zu einer dreijährigen Lagerstrafe verurteilt, die er auf der Festung Schlüsselburg verbrachte. Im Oktober 1915 wurde er nach Jakutien verbannt. Nach der Februarrevolution 1917 half er den Bolschewiki, die Kontrolle über Jakutsk zu erlangen. Im Juni traf er mit Stalin in Petrograd wieder zusammen und nahm aktiv an der Oktoberrevolution teil.

### Republikgründer
Ab Dezember 1917 war Ordschonikidse Kommissar für die Ukrainische Volksrepublik. Er reorganisierte dort die Staatsorganisation, sorgte für Brotlieferungen in die hungerleidenden Industriezentren Russlands und kümmerte sich um die militärische Front gegen die Mittelmächte. 1918 leitete er ein Interims-Kommissariat aller südlichen Provinzen von der Krim bis zum Nordkaukasus. Er gründete eine Don-Sowjetrepublik, eine Kuban-Schwarzmeer-Sowjetrepublik und eine Nordkaukasische Sowjetrepublik, außerdem beteiligte er sich an regionalen Waffenstillstandsverhandlungen mit den deutschen Truppen.
Als Mitglied des Revolutionären Militärrats der 16. Armee und der 14. Armee war er während des Russischen Bürgerkrieges an der Niederschlagung der Weißen Armee Denikins in der Gegend von Orjol, dem Donezbecken und in Charkow beteiligt. 1920 wurde er Vorsitzender des Kaukasischen Büros der Kommunistischen Partei Russlands (KPR). In enger Abstimmung mit Stalin organisierte er 1922 die Eingliederung von Aserbaidschan, Armenien und Georgien als Transkaukasische Sozialistische Föderative Sowjetrepublik in die Sowjetunion.

### Parteifunktionär und Minister

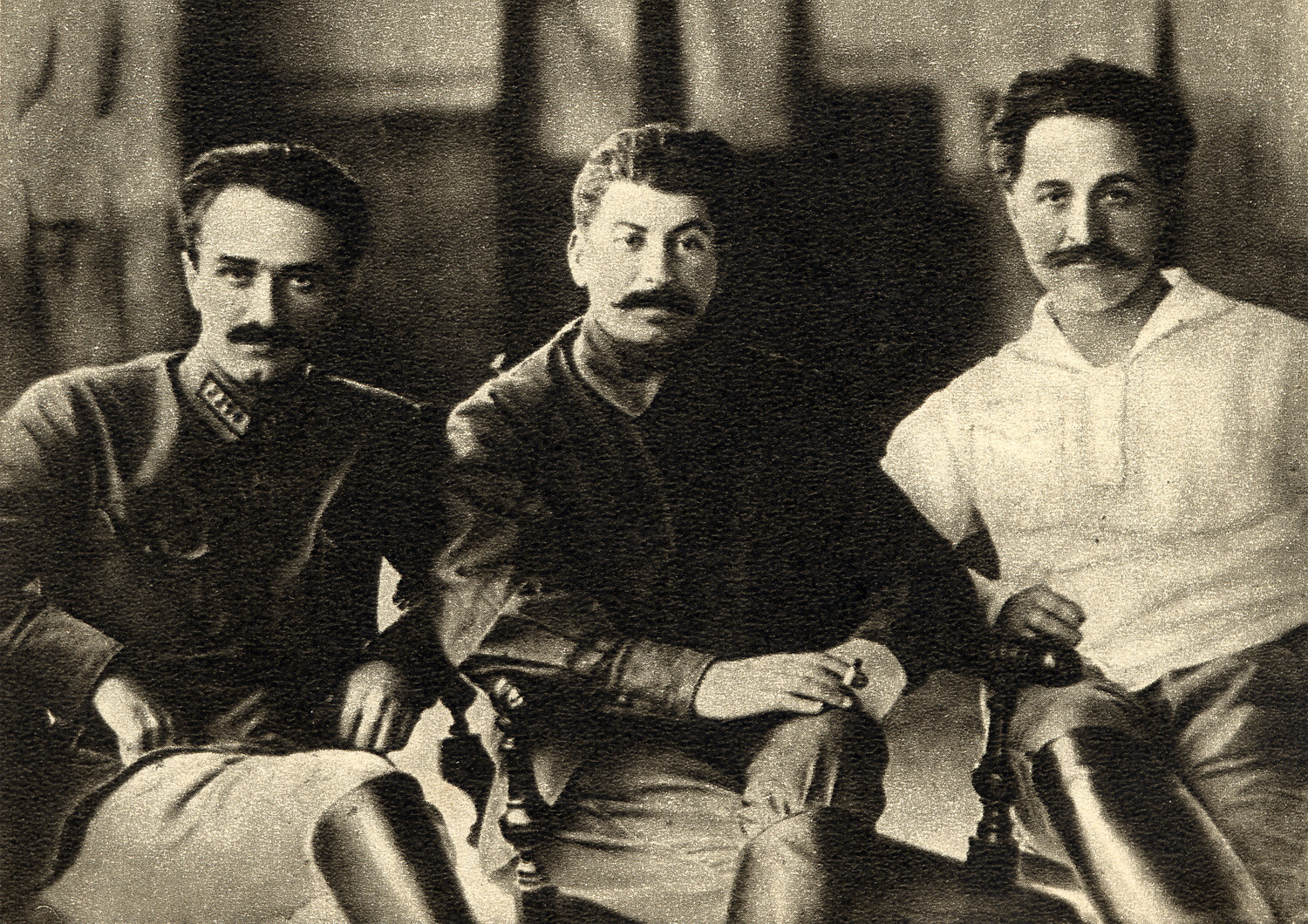
Mikojan, Stalin und Ordschonikidse (Tiflis, 1925)

Von 1922 bis 1926 war er zugleich Erster Sekretär des Transkaukasischen Komitees und Erster Sekretär des Nordkaukasischen Komitees der KP. Er nutzte seine Macht, um die nationalen Parteiorganisationen von Armenien, Georgien und Aserbaidschan gleichzuschalten. Lenin wollte ihn deshalb aus der Partei werfen, konnte sein Vorhaben aber nicht mehr umsetzen. Als es in Georgien im August 1924 zu einem Aufstand kam, schlug er ihn nieder und ließ die Organisatoren öffentlich hinrichten.
1926 ernannte ihn Stalin zum Vorsitzenden der Zentralen Kontrollkommission der KPdSU (B) und übertrug ihm die Aufgabe, den linken Flügel, der durch Kamenew und Sinowjew repräsentiert wurde, aus der Partei zu drängen. 1930 wurde er Mitglied des Zentralkomitees und des Politbüros der KP. Er war von 1930 bis 1932 Vorsitzender des Obersten Volkswirtschaftsrates und 1932 bis zu seinem Tode Volkskommissar für die Schwerindustrie.

### Tod

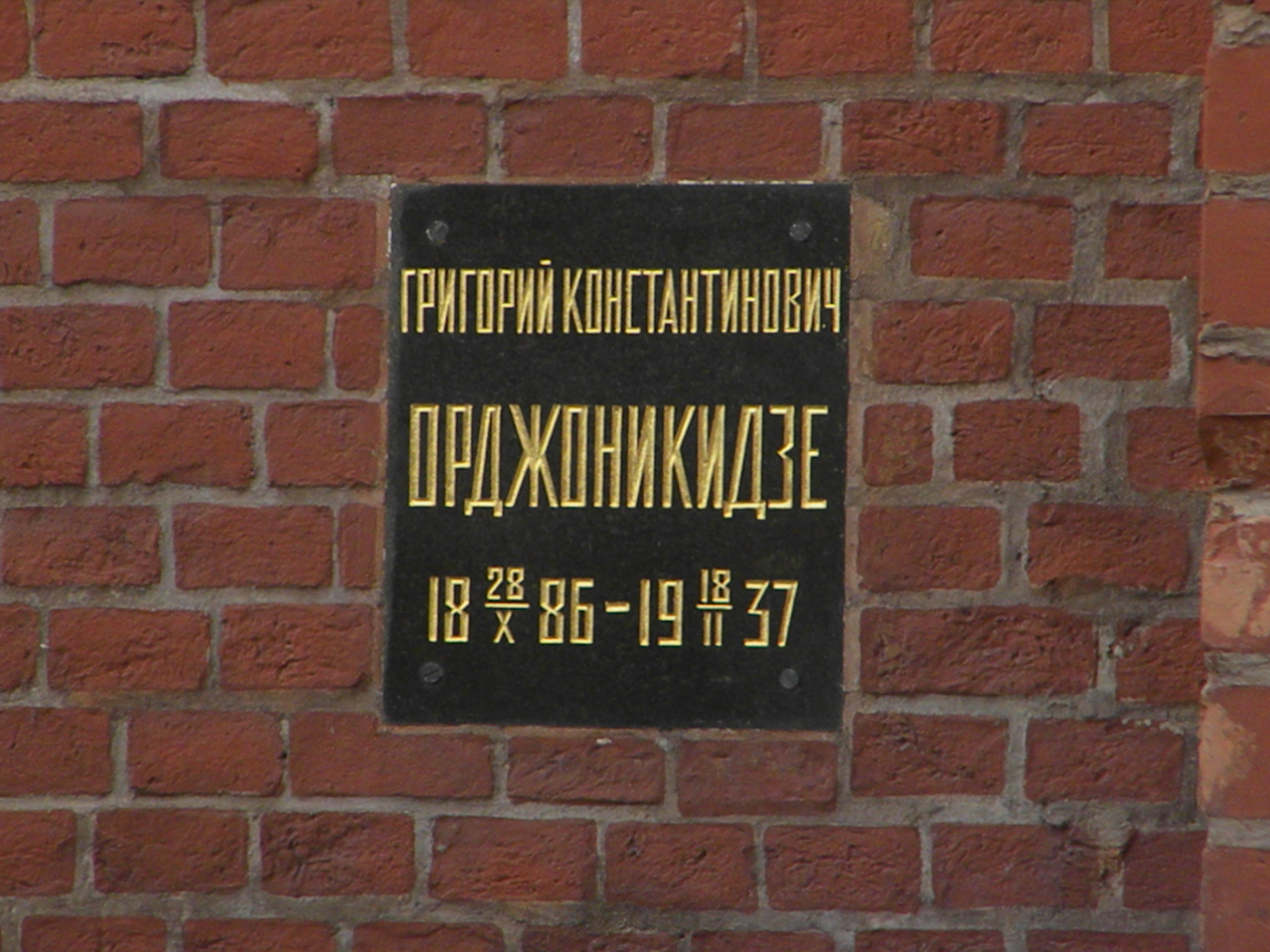
Urnengrab von Ordschonikidse

Zu Beginn der 1930er Jahre verschlechterte sich Ordschonikidses persönliches Verhältnis zu Stalin, weil dieser Lawrenti Beria, den Ordschonikidse als Gauner und gefährlichen Intriganten bezeichnete, zum Vorsitzenden der kommunistischen Partei Georgiens ernannt hatte. Während des Großen Terrors geriet er in das Visier des NKWD. Ende 1936 versuchte er, Georgi Pjatakow zu schützen, der bereits als Staatsfeind verfolgt wurde. Bald kursierten Gerüchte, Ordschonikidse plane, Stalin auf der Sitzung des Zentralkomitees im Februar 1937 anzuklagen. Am 18. Februar 1937 wurde er tot im Moskauer Kreml aufgefunden. In der Presse wurde ein Herzinfarkt als Todesursache verbreitet. Ordschonikidses Bruder durfte die Leiche nicht sehen. Der Gesundheitsminister der Sowjetunion Kaminski unterschrieb im Totenschein Selbstmord als Todesursache. Kaminski wurde bald darauf selbst verhaftet und erschossen. Chruschtschow ging in seinen Lebenserinnerungen ebenfalls von Selbstmord aus, wobei Stalin die Version eines natürlichen Todes verbreitet haben soll. Einem kaukasischen Parteifunktionär zufolge soll Stalins Geheimpolizei Ordschonikidse vor die Wahl gestellt haben: Entweder Festnahme oder Selbstmord. Laut einer dritten Beschreibung soll er von Stalins Sekretär erschossen bzw. vergiftet worden sein.
Ordschonikidses Urne wurde an der Kremlmauer auf dem Roten Platz in Moskau mit einem Staatsbegräbnis beigesetzt. Als Ehrung seiner Verdienste um die Sowjetunion trug die nordossetische Hauptstadt Wladikawkas von 1931 bis 1944 und von 1954 bis 1990 seinen Namen, 1950 benannte die Sowjetische Marine einen Leichten Kreuzer der Swerdlow-Klasse nach ihm.

## Schriften
- Die Stachanow-Bewegung unter Führung Stalins. Verl. Genossenschaft Ausländ. Arbeiter in der UdSSR, Moskau 1935
- Die Entwicklung der Industrie im Jahre 1931 und die Aufgaben für 1932. Verl. Genossenschaft Ausländ. Arbeiter in der UdSSR, Moskau 1931
- Artikel und Reden, 2 Bände; Moskau 1956–1957